# Янота, Юлиуш
Юлиуш Янота (пол. Juliusz Janotha; 1819 — 27 июня 1883, Варшава) — польский пианист, музыкальный педагог и композитор немецкого происхождения. Был женат на Анне Олещинской, дочери Антония Олещинского; отец пианистки Наталии Яноты.
С 1850 г. жил и работал в Польше. В 1859 г. сопровождал Аполлинария Контского во всепольском гастрольном турне по сбору денег на основание Варшавского музыкального института, в котором затем вёл класс фортепиано с основания этого учебного заведения в 1861 г. и до выхода на пенсию в 1879 г. (ему на смену пришёл Павел Шлёцер). Среди учеников Яноты были, в частности, Игнац Падеревский и Юзеф Сливиньский. В последние годы жизни (как сообщается в некрологе газеты «Echo Muzyczne i Teatralne», по настоянию дочери) занялся композицией и опубликовал ряд фортепианных пьес.
Умер в 1883 году и был похоронен на Повонзковском кладбище.